# Тис ягідний (Кам'янець-Подільський, вул. Л. Українки, 56)
Тис я́гідний — ботанічна пам'ятка природи місцевого значення в Україні. Розташована в межах міста Кам'янець-Подільський, вул. Л. Українки, 56. 
Площа 0,01 га. Статус надано згідно з розпорядженням облвиконкому від 11.06.1970 року № 156-р«б». Перебуває у віданні: КП «Кам'янецький парк». 
Статус надано з метою збереження одного екземпляра тиса ягідного. Вік дерева понад 100 років, висота 8 м.